# Maricica Puică
Maricica Puică (Iași, 29 luglio 1950) è un'ex mezzofondista rumena, campionessa olimpica dei 3000 metri piani ai Giochi di Los Angeles 1984.

## Record nazionali
Seniores
- 1000 metri piani: 2'31"5 ( Poiana Brașov, 1º giugno 1986)
- 2000 metri piani: 5'28"69 ( Londra, 11 luglio 1986)

## Palmarès
| Anno | Manifestazione    | Sede            | Evento         | Risultato | Prestazione | Note            |
| ---- | ----------------- | --------------- | -------------- | --------- | ----------- | --------------- |
| 1976 | Giochi olimpici   | Montréal        | 1500 m piani   | Batteria  | 4'12"62     |                 |
| 1978 | Mondiali di cross | Glasgow         | Corsa seniores | Bronzo    | 16'59"00    |                 |
| 1978 | Mondiali di cross | Glasgow         | A squadre      | Oro       | 30 p.       |                 |
| 1978 | Europei           | Praga           | 3000 m piani   | 4ª        | 8'40"9      |                 |
| 1980 | Giochi olimpici   | Mosca           | 1500 m piani   | 7ª        | 4'01"26     |                 |
| 1982 | Mondiali di cross | Roma            | Corsa seniores | Oro       | 14'38"9     |                 |
| 1982 | Europei indoor    | Milano          | 3000 m piani   | Argento   | 8'54"26     |                 |
| 1982 | Europei           | Atene           | 1500 m piani   | 4ª        | 3'59"31     |                 |
| 1982 | Europei           | Atene           | 3000 m piani   | Argento   | 8'33"33     |                 |
| 1984 | Mondiali di cross | East Rutherford | Corsa seniores | Oro       | 15'56"      |                 |
| 1984 | Giochi olimpici   | Los Angeles     | 1500 m piani   | Bronzo    | 4'04"15     |                 |
| 1984 | Giochi olimpici   | Los Angeles     | 3000 m piani   | Oro       | 8'35"96     | Record olimpico |
| 1986 | Europei           | Stoccarda       | 1500 m piani   | 5ª        | 4'03"90     |                 |
| 1986 | Europei           | Stoccarda       | 3000 m piani   | Argento   | 8'35"92     |                 |
| 1987 | Mondiali indoor   | Indianapolis    | 3000 m piani   | Bronzo    | 8'47"92     |                 |
| 1987 | Mondiali          | Roma            | 3000 m piani   | Argento   | 8'39"45     |                 |
| 1988 | Giochi olimpici   | Seul            | 3000 m piani   | Batteria  | dnf         |                 |
| 1988 | Giochi olimpici   | Seul            | 10000 m piani  | Batteria  | dnf         |                 |
| 1989 | Europei indoor    | L'Aia           | 3000 m piani   | Bronzo    | 9'15"49     |                 |

## Altre competizioni internazionali
1977
- Argento in Coppa Europa ( Nizza), 3000 m piani - 8'50"96

1982
- Oro al Rieti Meeting ( Rieti), miglio - 4'17"44

1985
- Argento alla Grand Prix Final ( Roma), 3000 m piani - 8'27"83

1986
- Oro ai London Anniversary Games ( Londra), 2000 m piani - 5'28"69